# Thiago Maia
Thiago Maia Alencar est un footballeur brésilien né le 23 mars 1997 à Boa Vista. Il évolue au poste de milieu de terrain au SC Internacional.

## Biographie

### Carrière en club

#### Santos FC (2014-2017)
Thiago Maia est né à Boa Vista, dans l'état de Roraima. Il découvre le football dans le club local d'Extremo Norte. En août 2010, il part à São Paulo et rejoint les équipes jeunes du club de São Caetano avant d'intégrer l'un des plus grands clubs de la ville, Santos, l'année suivante.
Le 25 octobre 2014, il fait ses débuts professionnels en championnat de Serie A à 17 ans sur la pelouse de Chapecoense. En 2015, il profite de la blessure de son coéquipier Alison pour se faire remarquer et devenir un titulaire indiscutable. Il inscrit son premier but le 22 août 2015 face à Avaí. Il remporte deux fois le championnat de São Paulo en 2015 et 2016.
En 2017, il joue son 100e match avec Santos lors du derby face au Corinthians. Il découvre également la Copa Libertadores, pour son premier match il inscrit le but de l'égalisation (1-1) face au club péruvien de Sporting Cristal.

#### Lille OSC (2017-2022)

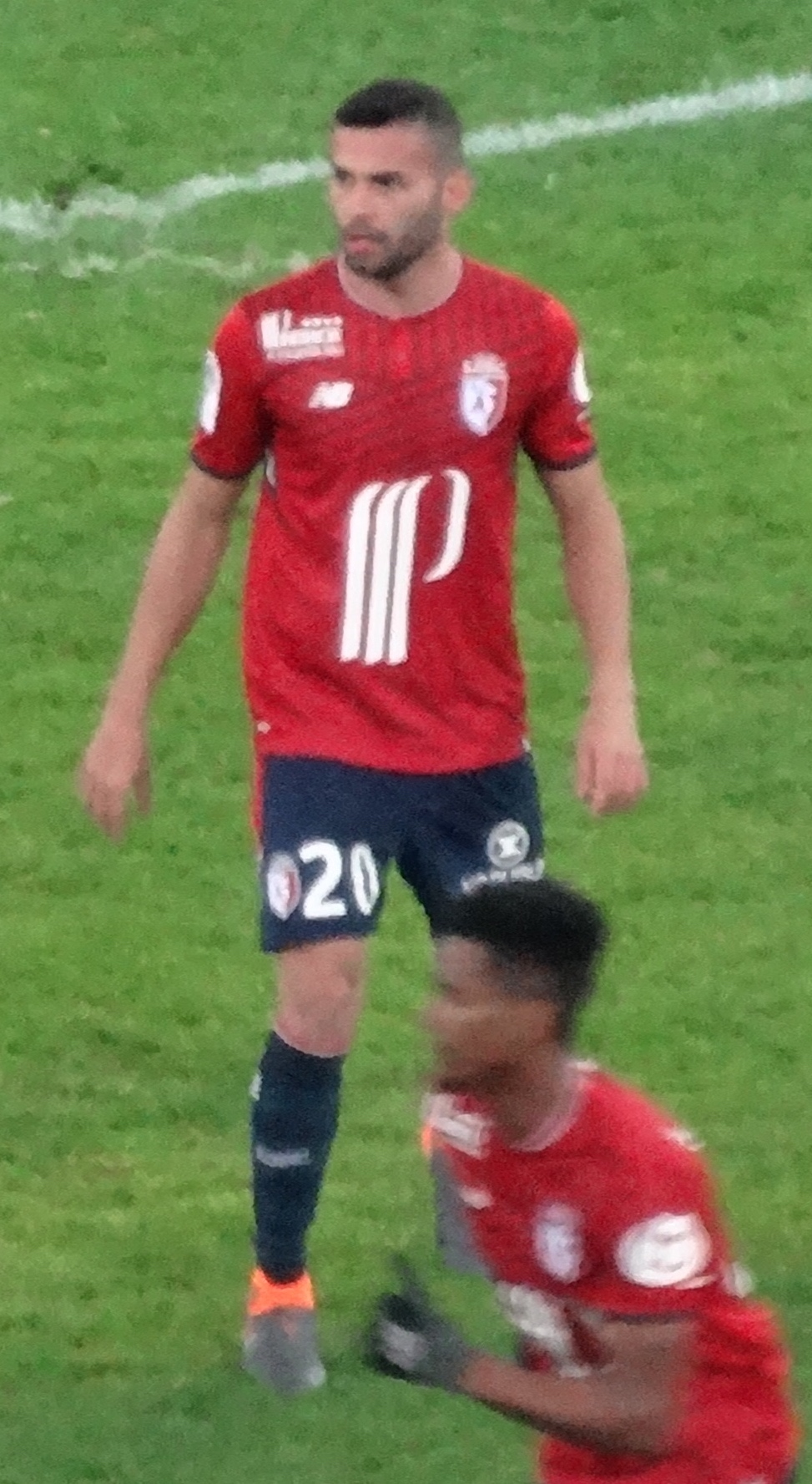
Thiago Maia au LOSC

Repéré par Luis Campos, Thiago Maia rejoint le Lille OSC où il signe le 25 juillet 2017 pour un contrat de cinq ans. Le transfert est estimé à 14 millions d'euros, ce qui en fait alors le joueur le plus cher de l'histoire du club. Dans le Nord, il retrouve ses compatriotes Luiz Araújo et Thiago Mendes arrivés quelques semaines plus tôt. Sous les ordres de Marcelo Bielsa, il fait ses débuts sous ses nouvelles couleurs le 6 août 2017, à l'occasion de la première journée de championnat contre Nantes en entrant en jeu à la 85e minute. Un mois plus tard, il reçoit son premier carton rouge face aux Girondins de Bordeaux. La saison 2017-2018 s'avère délicate pour le club, qui limoge son entraîneur en novembre, et le remplace par Christophe Galtier. Le nouvel entraîneur accorde sa confiance au milieu brésilien, qui s'impose comme un titulaire majeur dans la lutte pour le maintien.
La saison suivante est plus réussie par le club, qui accroche une seconde place en championnat, mais le Brésilien perd rapidement sa place de titulaire, au profit de Xeka, Adama Soumaoro, Thiago Mendes ou Boubakary Soumaré. S'interrogeant sur son rôle alors que Lille doit disputer la Ligue des champions, il décide finalement de rester au club.
En janvier 2020, après six mois d'une saison où il n'est que très rarement apparu sur le terrain, Thiago Maia est prêté pour dix-huit mois à Flamengo, avec une option d'achat fixée à 7M€.

#### CR Flamengo (depuis 2022)
Le 12 janvier 2022, il signe après 2 ans et demi de prêt, au CR Flamengo dont les modalités de contrat non pas été précisés.

### En équipe nationale
Il participe avec l'équipe du Brésil des moins de 17 ans à la Coupe du monde des moins de 17 ans 2013 qui se déroule aux Émirats arabes unis. Lors du mondial junior, il joue trois matchs : contre la Slovaquie, la Russie, et le Mexique. Le Brésil atteint les quarts de finale de cette compétition.
Il participe avec l'équipe du Brésil des moins de 20 ans au championnat de la CONMEBOL des moins de 20 ans en 2015. Le Brésil se classe quatrième de la compétition.
Il remporte ensuite les Jeux olympiques d'été de 2016 organisés dans son pays natal.

## Statistiques

### En club
| Saison                | Club                  | Championnat           | Championnat | Championnat | Championnat | Coupe nationale | Coupe nationale | Coupe nationale | Coupe de la Ligue | Coupe de la Ligue | Coupe de la Ligue | Compétition(s) continentale(s) | Compétition(s) continentale(s) | Compétition(s) continentale(s) | Compétition(s) continentale(s) | Ligue d’État | Ligue d’État | Ligue d’État | Total | Total | Total |
| Saison                | Club                  | Division              | M.          | B.          | P.d.        | M.              | B.              | P.d.            | M.                | B.                | P.d.              | Comp.                          | M.                             | B.                             | P.d.                           | M.           | B.           | P.d.         | M.    | B.    | P.d.  |
| 2014                  | Santos FC             | Série A               | 1           | 0           | 0           | -               | -               | -               | -                 | -                 | -                 | -                              | -                              | -                              | -                              | -            | -            | -            | 1     | 0     | 0r    |
| 2015                  | Santos FC             | Série A               | 28          | 2           | 0           | 9               | 0               | 0               | -                 | -                 | -                 | -                              | -                              | -                              | -                              | -            | -            | -            | 37    | 2     | 0     |
| 2016                  | Santos FC             | Série A               | 31          | 0           | 1           | 4               | 0               | 1               | -                 | -                 | -                 | -                              | -                              | -                              | -                              | 17           | 0            | 0            | 52    | 0     | 2     |
| 2017                  | Santos FC             | Série A               | 12          | 1           | 1           | 2               | 0               | 0               | -                 | -                 | -                 | CL                             | 6                              | 1                              | 0                              | 12           | 0            | 2            | 32    | 2     | 3     |
| Sous-total            | Sous-total            | Sous-total            | 72          | 3           | 2           | 15              | 0               | 1               | -                 | -                 | -                 | -                              | 6                              | 1                              | 0                              | 29           | 0            | 2            | 122   | 4     | 5     |
| 2017-2018             | LOSC Lille            | Ligue 1               | 34          | 0           | 0           | 1               | 1               | 0               | 2                 | 0                 | 0                 | -                              | -                              | -                              | -                              | -            | -            | -            | 37    | 1     | 0     |
| 2018-2019             | LOSC Lille            | Ligue 1               | 24          | 0           | 1           | 1               | 0               | 0               | 1                 | 0                 | 0                 | -                              | -                              | -                              | -                              | -            | -            | -            | 26    | 0     | 1     |
| 2019-2020             | LOSC Lille            | Ligue 1               | 3           | 0           | 0           | 1               | 0               | 0               | 0                 | 0                 | 0                 | C1                             | 1                              | 0                              | 0                              | -            | -            | -            | 5     | 0     | 0     |
| Sous-total            | Sous-total            | Sous-total            | 61          | 0           | 1           | 3               | 1               | 0               | 3                 | 0                 | 0                 | -                              | 1                              | -                              | -                              | -            | -            | -            | 68    | 1     | 1     |
| Total sur la carrière | Total sur la carrière | Total sur la carrière | 133         | 3           | 3           | 18              | 1               | 1               | 3                 | 0                 | 0                 | -                              | 7                              | 1                              | 0                              | 29           | 0            | 2            | 190   | 5     | 6     |

## Palmarès

### En club
- Santos FC :
  - Vainqueur du championnat de São Paulo en 2015 et 2016.
- Lille OSC :
  - Vice-champion de France en 2019.
- Flamengo :
  - Vainqueur de la Copa Libertadores en 2022.

### En sélection
- Brésil olympique : 
  - Vainqueur des Jeux olympiques d'été en 2016.